# Melicope monticola
Melicope monticola är en vinruteväxtart som beskrevs av Thomas Gordon Hartley. Melicope monticola ingår i släktet Melicope och familjen vinruteväxter. Inga underarter finns listade i Catalogue of Life.